# Sikorsky S-92
Il Sikorsky S-92 è un elicottero utility medio biturbina con rotore quadripala prodotto dall'azienda statunitense Sikorsky Aircraft Corporation dai tardi anni novanta.
Introdotto nel 2004 e destinato sia al mercato civile che quello militare, l'S-92 è in grado di essere utilizzato in numerosi ruoli quali Offshore Oil, HOS e VIP service, executive, HEMS, SAR e trasporto passeggeri di linea.
Oltre che dalla Sikorsky, l'S-92 è prodotto su licenza dall'azienda indiana Tata Advanced Systems Limited (TASL) e commercializzato dalla stessa per il territorio nazionale.

## Storia

### Sviluppo
Il Sikorsky S-92 nasce dal progetto dell'elicottero S-70 noto anche come Black Hawk, un velivolo utilizzato tuttora dall'esercito degli Stati Uniti.
L'evoluzione del progetto degli anni settanta, consisteva nel miglioramento delle prestazioni, ma soprattutto nell'aumento della sicurezza e dell'affidabilità dell'elicottero. Nel 2007 la ditta Sikorsky superava il centinaio di ordinazioni, per impieghi civili, di soccorso, militari e petroliferi.
Oggi il Sikorsky S-92 fa parte dei governi di ben 9 paesi compresi gli Stati Uniti e di molti operatori privati.
Inoltre l'S-92 è anche spunto di base per il progetto del CH-148 Ciclone, elicottero già collaudato la prima volta nel 2008, ma ancora in fase di studio.
Il CH-148 dovrebbe sostituire il vecchio Sea King, nelle capacità SAR (search and rescue).

L'S-92 ha un rotore a 4 pale ripiegate alle estremità per ridurre il rumore ed aumentare l'attrito, di raggio più largo del precedente S-70, più carrelli a triciclo retrattili che il primo non aveva.
Un'altra caratteristica che lo differenzia dal Black Hawk, oltre alla linea, è la comodità che offre ai passeggeri grazie a dei sistemi di isolamento dai rumori e dalle vibrazioni, L'elicottero gode di sistemi elettronici simili a quelli del S-70, ovvero due AFCS con pilota automatico.

## Varianti
S-92
Versione base disponibile in variante civile e di trasporto.
H-92 Superhawk
Variante militare con motori più potenti General Electric CT7-8C, da 2.300 kW (3.070 shp) l'uno.

## Incidenti
- Il 19 luglio del 2008 nel sud della Corea, un S-92A (HL9292) fu costretto a tentare un atterraggio d'emergenza per gravi condizioni meteorologiche. L'elicottero atterrò bruscamente in un'area boschiva prendendo fuoco. Tutti i 16 passeggeri vennero evacuati senza riportare gravi ferite, il velivolo venne danneggiato in maniera irreparabile.[9]
- Il 12 marzo del 2009 un elicottero S-92A della Cougar helicopters, fu costretto ad un ammaraggio per problemi meccanici a Terranova, in Canada. Il velivolo era diretto su una delle piattaforme petrolifere per le quali prestava servizio. Solo uno dei 18 passeggeri si salvò, il relitto del Sikorsky S-92 venne ritrovato a 170 metri di profondità.[10]

## Utilizzatori
Bahrein
- Royal Bahraini Air Force

1 S-92A in configurazione da trasporto VVIP ordinato a novembre 2007 ed entrato in servizio nel 2008.
 Canada
- Royal Canadian Air Force

28 esemplari ordinati nel 2004, con consegne pianificate dal 2009, ma iniziate solo dal giugno del 2015 per problemi sorti durante lo sviluppo.
 Corea del Sud
- Daehan Minguk Gonggun

3 S-92A consegnati a partire dal 2007 e tutti in servizio al dicembre 2018.
- Haeyang-gyeongchal-cheong

1 S-92 ricevuto a marzo 2014, più uno consegnato a giugno 2017. Un terzo esemplare consegnato il 30 settembre 2022, con un quarto esemplare che dovrebbe essere consegnato nel 2023. Uno degli esemplari precedentemente consegnati perso in un incidente l'8 aprile 2022.
 Kuwait
- Al-Quwwat al-Jawwiyya al-Kuwaytiyya

6 S-92A consegnati a partire dal 1991.
 Marocco
- Royal Moroccan Gendarmerie

2 S-92 ordinati (più uno in opzione) a fine 2018.
 Stati Uniti
- United States Marine Corps Aviation

6 VH-92A per il programma "Marine One" ordinati a giugno 2019, con consegne che a avranno inizio nel 2021 e fabbisogno complessivo quantificato un 23 esemplari. Ulteriori sei esemplari ordinati a febbraio 2020. Ulteriori 5 esemplari ordinati a febbraio 2021, che portano a 17 gli elicotteri ordinati. 23 VH-92A consegnati, con l'ultimo esemplare consegnato il 19 agosto 2024. Di questi, 21 sono in carico all'HMX-1 Marine Helicopter Squadron "Nighthawks" che si occupa del trasporto a corto raggio del Presidente degli Stati Uniti d'America, 2 sono utilizzati per l'addestramento.
 Thailandia
- Royal Thai Air Force

3 S-92 in configurazione VIP ordinati nell'ottobre del 2007. I 3 elicotteri sono stati consegnati a maggio 2011.

## Altri progetti

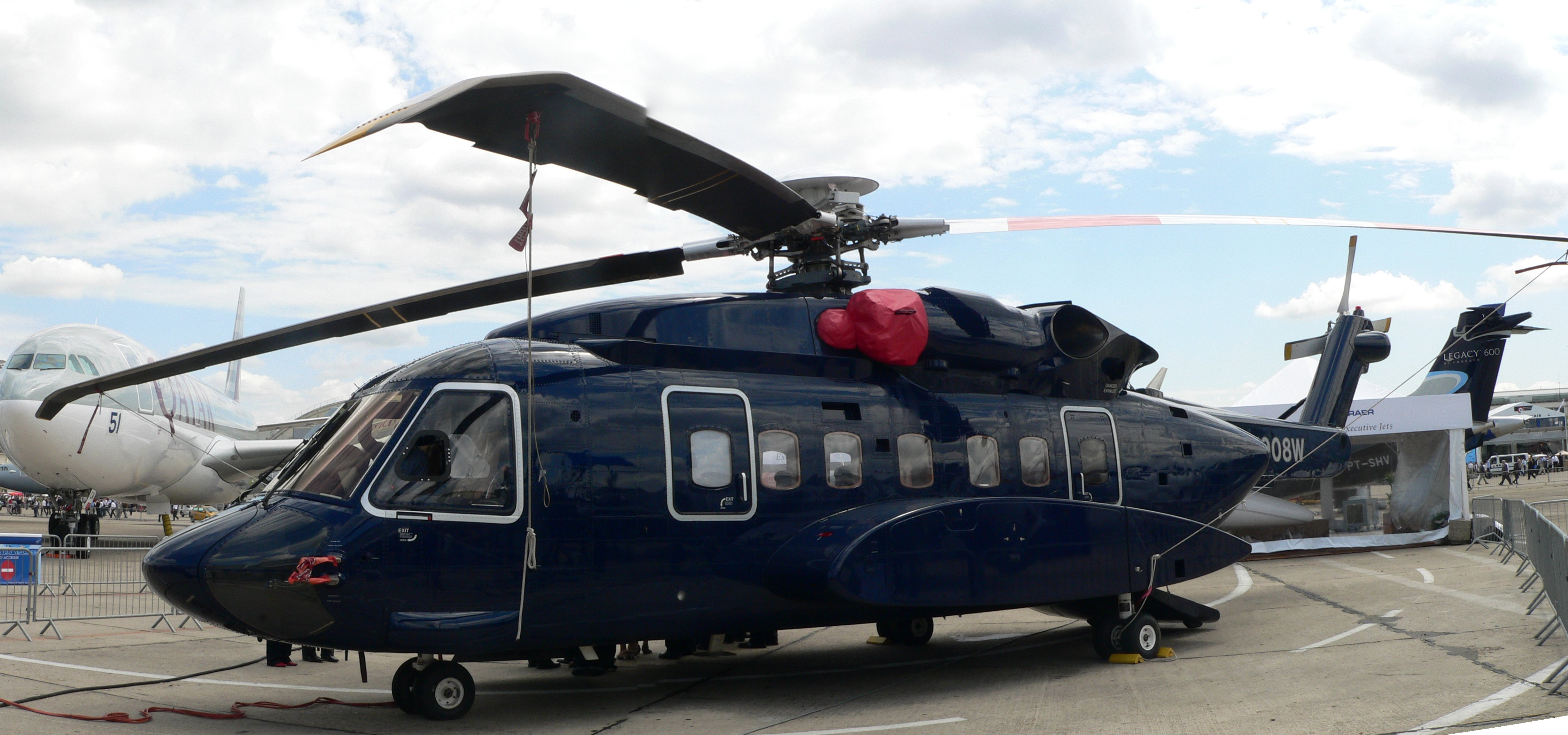
Un S-92 fotografato al Salone internazionale dell'aeronautica e dello spazio di Parigi-Le Bourget. Sono visibili i famosi ripiegamenti a fine pale.